# Ośmiał mniejszy
Ośmiał mniejszy (Cerinthe minor L.) – gatunek roślin należący do rodziny ogórecznikowatych (Boraginaceae). Rośnie dziko w Azji Zachodniej (Liban, Syria, Turcja) oraz w Europie Południowej, Wschodniej i Środkowej. Jest też uprawiany w niektórych innych regionach świata. W Polsce jest archeofitem w południowej części kraju, i bywa przejściowo zawlekany również w inne regiony Polski.

## Morfologia

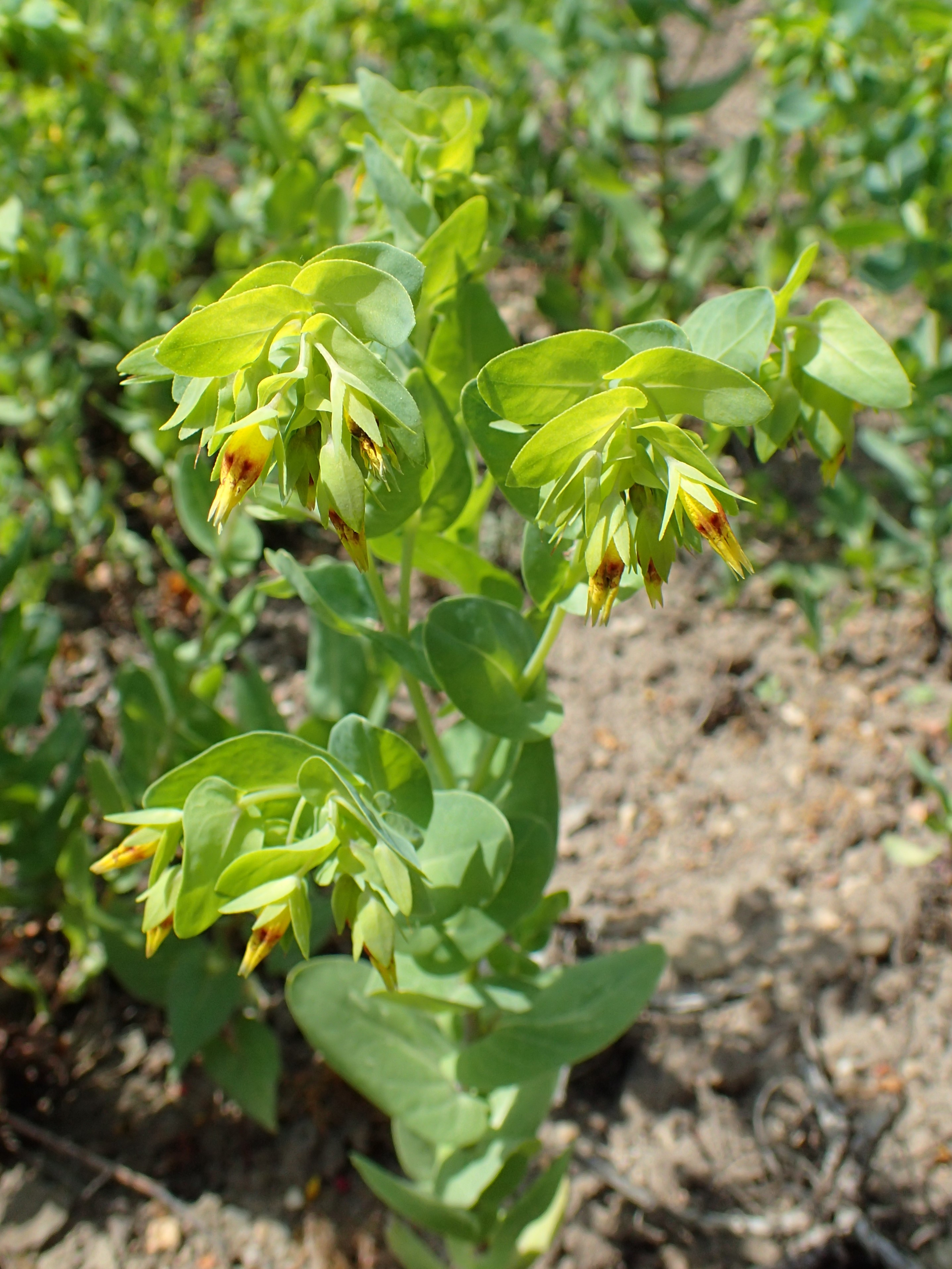
Pokrój

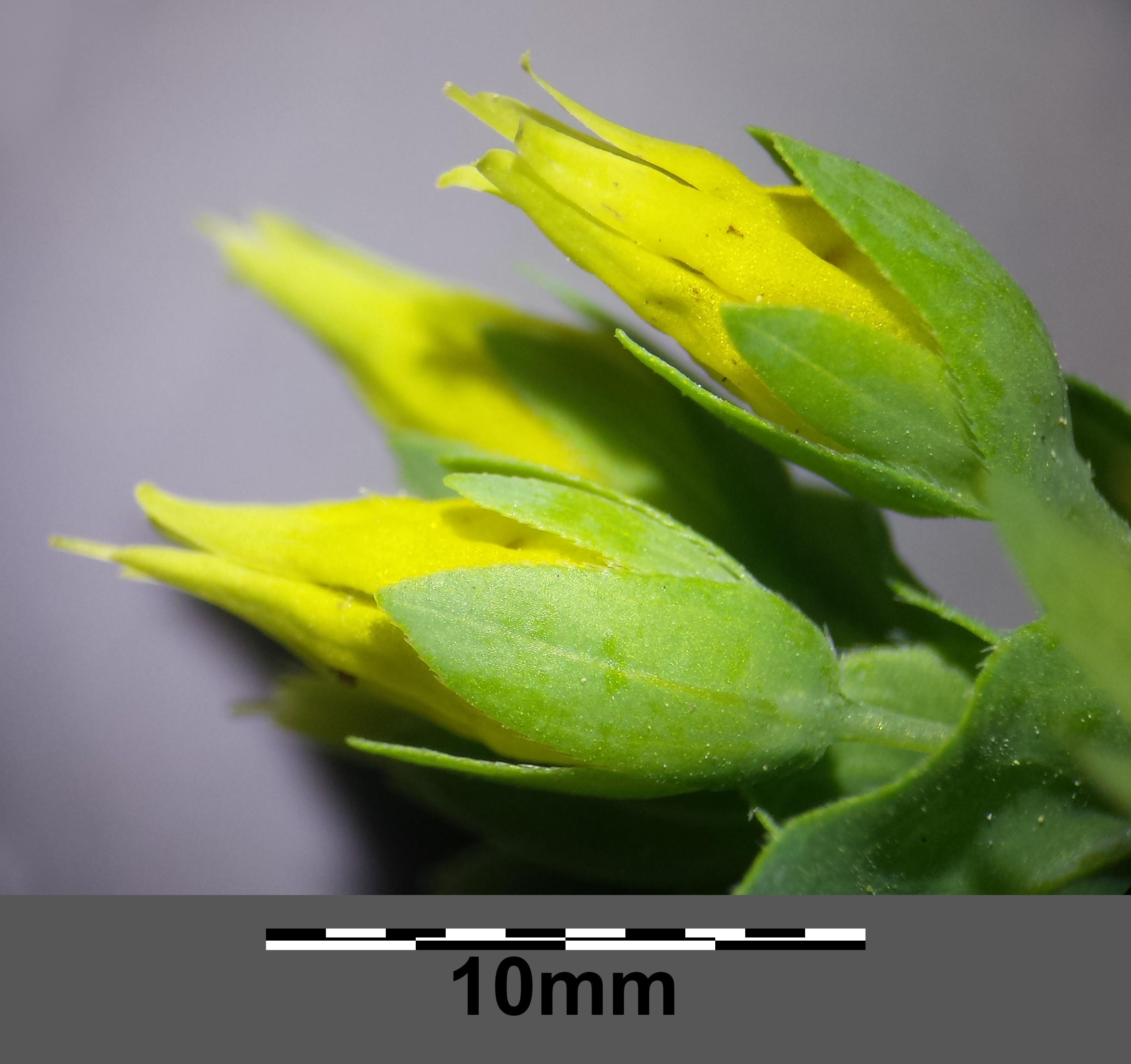
Kwiaty

PokrójRoślina zielna o wysokości 20–60 cm, cała sina naga i gładka, lub słabo szorstko owłosiona.
LiściePojedyncze, podługowate i zaokrąglone, dość często z białymi plamkami. Liście odziomkowe wyrastają na długich ogonkach, łodygowe nasadami obejmują łodygę. Górne przysadki mają orzęsione brzegi.
KwiatyCytrynowożółte, czasami posiadające 5 purpurowych plam. Płatki korony lancetowate, zaostrzone i podzielone do 1/2 lub 1/3,
OwocSzare i lśniące rozłupki.

## Biologia i ekologia
Roślina dwuletnia lub bylina. Rośnie na przydrożach, w suchych potokach, na skałach. Kwitnie od maja do lipca. Liczba chromosomów 2n = 36.